# Тиксье-Виньянкур, Жан-Луи
Жан-Луи Жильбер Тиксье-Виньянкур (фр. Jean-Louis Gilbert Tixier-Vignancour; 12 октября 1907, Париж — 29 сентября 1989, Париж) — французский юрист и праворадикальный политик, крайний националист и антикоммунист. Кандидат в президенты Франции на выборах 1965 года. Основатель Республиканского альянса за свободу и прогресс. Лидер ультраправых сил Франции в 1960—1970-х годах. Идейно-политический предшественник Жан-Мари Ле Пена.

## От роялизма к фашизму
Родился в семье врача. При рождении получил имя Жан-Луи Тиксье. Принял двойную фамилию в честь деда по материнской линии — депутата парламента Виньянкура — продемонстрировав своё намерение заняться политикой. Окончил Лицей Людовика Великого. Приобрёл репутацию квалифицированного юриста. В 1929—1931 годах служил в конно-артиллерийском полку. Придерживался крайне правых политических взглядов.
В молодости Тиксье-Виньянкур входил в роялистскую лигу Camelots du roi (Королевские молодчики), связанную с ветеранским движением Огненные кресты Франсуа де ля Рока. Активно участвовал в правом антиреспубликанском мятеже 6 февраля 1934 года.
Во второй половине 1930-х Тиксье-Виньянкур переориентировался с монархизма на фашизм. В 1938 примкнул к Французской народной партии Жака Дорио. Двумя годами ранее Тиксье-Виньянкур был избран в парламент от Демократического альянса (хотя придерживался гораздо более правых позиций, нежели общепартийная). Был сторонником Мюнхенского соглашения с Гитлером и Муссолини.

## Служба уПетенаи разрыв сВиши
В сентябре 1939 года Жан-Луи Тиксье-Виньянкур был отправлен на фронт в звании второго лейтенанта. Участвовал в боях с немецкими войсками, был награждён военным крестом.
9 июля 1940 года депутат Тиксье-Виньянкур требовал наказания виновных в военной катастрофе Франции, прежде всего Поля Рейно и Эдуара Даладье. На следующий день проголосовал за наделение чрезвычайными полномочиями маршала Филиппа Петена. Был назначен Петеном на руководящую должность в пропагандистском аппарате режима Виши. Курировал кинопрокат, запретил несколько популярных фильмов за «разжигание ненависти к Германии». Политически ориентировался на Национально-народное объединение Марселя Деа.
В то же время Тиксье-Виньянкур не очень скрывал собственные националистические — соответственно, антигерманские — взгляды. 25 января 1941 подал в отставку и перебрался в Тунис, где в ноябре 1942 был арестован немецкими властями. Через полгода освобождён англичанами, но вскоре вновь арестован ФКНО за службу Виши.
После освобождения Франции привлекался к ответственности по обвинению в коллаборационизме. Однако обвинение было снято с учётом его оппозиционности и немецкого ареста. За голосование в пользу Петена он был дисквалифицирован как юрист на 10 лет, но восстановлен в профессиональных правах уже в 1951.

## Адвокат ультраправых и праворадикальный политик
После войны Тиксье-Виньянкур окончательно оставил прежние роялистские увлечения и признал республиканский строй. При этом он стоял на ультраправых идейно-политических позициях. Продолжал юридическую практику, получил известность как адвокат на политических процессах — защитник ультраправых активистов. Он добился смягчения приговора вишисту Альберу Гаво, амнистии Луи-Фердинанду Селину, защищал правого боевика Рене Ковача на известном «процессе „Базука“» (обстрел штаб-квартиры французского командования в Алжире, совершённый ультраправыми, протестовавшими против «неэффективного» ведения колониальной войны).
В 1949 Тиксье-Виньянкур вступил в неофашистскую организацию Пьера Сидоса Jeune Nation — Молодая нация. Однако Сидос и его сторонники делали ставку на внеправовые уличные акции, тогда как Тиксье-Виньянкур стремился участвовать в легальной политике. В 1954 году Тиксье-Виньянкур возглавил партию Rassemblement national français — Французское национальное объединение. В 1956 году он был избран в парламент от Liste républicaine d’action sociale et paysanne (Республиканский список социального крестьянского действия) — радикальной группы правого движения Национальный центр независимых и крестьян.
Тиксье-Виньянкур был противником парламентского режима Четвёртой республики, призывал к установлению авторитарной президентской власти в национальном государстве. Настаивал на сохранении французской колониальной империи, особенно в Северной Африке, прежде всего Алжира. Выступал за усиленные оборонные программы. Пропагандировал принцип «Европы наций» — правую альтернативу либеральной модели европейской интеграции. Примыкал к ультраправому Европейскому социальному движению, сотрудничал с Морисом Бердешем и Виктором Бартелеми.
Важное место в мировоззрении и политике Тиксье-Виньянкура занимал непримиримый антикоммунизм. Осенью 1956 года Тиксье-Виньянкур приветствовал Венгерское восстание. 7 ноября 1956, выступая в парламенте, требовал запрета ФКП за антифранцузскую деятельность.
1 июня 1958 года Тиксье-Виньянкур голосовал за наделение генерала де Голля чрезвычайными полномочиями. Считал де Голля лидером французского национализма и империализма, ожидал от него авторитарного правления и удержания Алжира под французской властью. Впоследствии, сопоставляя голосование за де Голля 1958 года с голосованием за Петена 1940 года, Тиксье-Виньянкур иронически отмечал: «Я никогда бы не подумал, что дважды в жизни меня попросят делегировать мою конституционную власть, причём второй раз это сделает человек, который наказывал меня за то, что я сделал это первый раз».
После того, как президент де Голль санкционировал Эвианские соглашения и согласился на независимость Алжира, Тиксье-Виньянкур стал его яростным противником. Симпатизировал заговору ОАС. В качестве адвоката защищал обвиняемых активистов ОАС. Считается, что проявленное в суде ораторское искусство Тиксье-Виньянкура предотвратило вынесение смертного приговора генералу Раулю Салану. Пытался также спасти от расстрела организатора неудачного покушения на де Голля полковника Бастьен-Тири. Вступал с де Голлем в резкую личную полемику.

## Кандидат в президенты
В 1963 году Тиксье-Виньянкур создал ассоциацию комитетов сторонников ОАС и удержания Алжира. На этой основе сформировалась сеть избирательных штабов к президентским выборам 1965 года, на которых Тиксье-Виньянкур выдвинул свою кандидатуру. Руководителем его предвыборной кампании был Жан-Мари Ле Пен. Тиксье-Виньянкур жёстко критиковал де Голля с крайне правых позиций, особенно за «алжирскую капитуляцию» и и «осуществление внешней политики коммунистической партии». 
Ему удалось в значительной степени консолидировать праворадикальные силы от бывших вишистов и молодых неофашистов движения «Запад» до католических активистов и правых либералов. На десятилетие вперёд Жан-Луи Тиксье-Виньянкур сделался неоспоримым лидером этого политического лагеря. При этом для остальных избирателей он выглядел одиозно: мотивируя снятие своей сатирической кандидатуры на этих выборах, юморист Пьер Дак заявил, что поскольку на них выдвигается Тиксье-Виньянкур, то «в этой схватке есть кто-то более безумный, чем я».
При голосовании в декабре 1965 года Жан-Луи Тиксье-Виньянкур собрал более 5 % голосов, заняв четвёртое место (после де Голля, социалиста Франсуа Миттерана и правоцентриста Жана Леканюэ). Основу его электората составили вынужденные репатрианты из Алжира. Во втором туре Тиксье-Виньянкур призвал своих сторонников голосовать за левого кандидата Миттерана — но не за де Голля. Это привело к расколу среди его сторонников. В результате на выборах 1967 года Тиксье-Виньянкур утратил депутатский мандат.
После выборов произошёл разрыв между Тиксье-Виньянкуром и Ле Пеном. Тиксье-Виньянкур возложил на Ле Пена ответственность за электоральную неудачу. Также он осудил позитивные отзывы Ле Пена о Третьем рейхе (что звучало двусмысленно в контексте его собственного политического прошлого). Со своей стороны, Ле Пен обвинил Тиксье-Виньянкура в непомерных и необоснованных амбициях.

## ЛидерРеспубликанского альянса
В начале 1966 года на основе Комитетов Тиксье-Виньянкура был учреждён Республиканский альянс за свободу и прогресс (Alliance républicaine pour les libertés et le progrès, ARLP) — ударная политическая структура французских крайне правых до середины 1970-х годов. Во внутренней политике партия стояла на позициях крайне правого национал-республиканизма, экономически совмещала принципы либертарианства и синдикализма. Уже тогда был поднят вопрос об ограничении иммиграции: Тиксье-Виньянкур говорил, что является сторонником «французского Алжира, а не алжирской Франции». В международной политике ARLP настаивал на проведении жёстко антисоветского курса атлантического солидарности, резко критиковал де Голля за его отношения с СССР и антиамериканские тенденции.
Республиканский альянс осудил выход Франции из военной организации НАТО, требовал отпора интервенции Варшавского договора в Чехословакии и поддержки США во Вьетнамской войне, призывал к усиленной экономической и военно-политической евроинтеграции на антисоветской основе. В Ближневосточном конфликте партия Тиксье-Виньянкура занимала сторону Израиля.
Тиксье-Виньянкур оставался непримиримым противником де Голля. ARLP позиционировался как принципиальная оппозиция голлизму — «троянскому коню коммунизма против христианского гуманистического Запада». Однако во время Красного мая 1968 года Тиксье-Виньянкур вновь поддержал де Голля — как правого лидера против леворадикального бунта. Это стоило ему разрыва с влиятельными соратниками, в том числе генеральным секретарём ARLP синдикалистом Раймоном Ле Бурре. Но при всех разногласиях между правыми, приоритетом для Тиксье-Виньянкура оставался антикоммунизм, особенно в ситуациях, когда коммунистическая или левая опасность представлялась серьёзной. ARLP проводил в майские дни правые контрдемонстрации. Под эгидой Тиксье-Виньянкура был учреждён Front National Anticommuniste — Национальный антикоммунистический фронт. Однако уже осенью 1968 года — по минованию левой опасности — Тиксье-Виньянкур вернулся к воинствующему антиголлизму.
В апреле 1969 года де Голль ушёл в отставку. Тиксье-Виньянкур посчитал это кардинальным изменением характера голлистского движения, его переходом в приемлемый для крайне правых «постголлизм». На президентских выборах 1969 Тиксье-Виньянкур выступал на стороне прямого преемника де Голля Жоржа Помпиду. Призывал единомышленников примыкать к правому крылу голлистской партии. Это оттолкнуло от лидера многих соратников по Республиканскому альянсу, поддержавших Алэна Поэра. В крайне правом движении обозначился глубокий раскол. К середине 1970-х ARLP практически сошёл с политической сцены. Большинство ультраправых активистов переориентировались на политические проекты Ле Пена либо на правоцентристские партии. Однако идеологические и политические наработки Республиканского альянса оставались фундаментальными установками крайне правого лагеря.
В феврале 1973 года Тиксье-Виньянкур инициировал и организовал похищение гроба маршала Петена — с целью торжественно-престижного перезахоронения под Верденом, в ознаменование его заслуг в Первой мировой войне. Исполнителями акции являлись активисты ARLP во главе с Юбером Массолем. В ночь на 19 февраля 1973 гроб был похищен с острова Йе и на пароме доставлен в Вандею. Но уже 21 февраля похитители были задержаны, гроб возвращён на прежнее место, захоронение забетонировано.

## В ультраправом интернационале
В 1974 году, когда деятельность ARLP фактически прекратилась, Тиксье-Виньянкур принял участие в создании ультраправой Партии новых сил (PFN). Партия издавал журнал Initiative nationale (Национальная инициатива), активно вела антикоммунистические и антисоветские кампании. Летом 1977 года активисты PFN организовали уличные протесты против визита Леонида Брежнева в Париж. Деятельность PFN проходила в русле активизации европейских ультраправых во второй половине 1970-х годов.
На выборах в Европарламент июня 1979 года PFN создала блок Европравые с одноимённой бельгийской партией, Итальянским социальным движением и испанской Новой силой. Тиксье-Виньянкур баллотировался первым номером списка, но получил немногим более 1 % голосов и не был избран.

## Консолидация с Ле Пеном и общеполитическая роль
В 1981 году Тиксье-Виньянкур поддерживал на выборах Валери Жискар д’Эстена. Президент Жискар д’Эстен был далёк от крайне правых позиций, но в коалицию Миттерана входила компартия. Победу одержал Миттеран.
Очередная неудача вновь побудила французские крайне правые силы к политической консолидации. Но теперь на эту роль однозначно выдвинулись Жан-Мари Ле Пен и его Национальный фронт. С 1984 года Тиксье-Виньянкур поддерживал Ле Пена, выступая на вторых ролях при своём бывшем помощнике.
Жан-Луи Тиксье-Виньянкур сыграл заметную роль в политической истории Франции 1950—1970-х годов. Занимая ультраправые, даже неофашистские позиции, он оставался системным республиканским политиком. Его деятельность позволяла крайне правым оставаться неотъемлемой частью французского политического расклада. Структуры Тиксье-Виньянкура создали программный и электоральный задел для резкого подъёма партии Ле Пена в 1980—2000-е годы.

## Частная жизнь
Жан-Луи Тиксье-Виньянкур был дважды женат. В первом браке имел сына. Во второй брак он вступил за полтора года до кончины. Являлся крёстным отцом Мари-Каролин Ле Пен, старшей дочери Жан-Мари Ле Пена.
Скончался Жан-Луи Тиксье-Виньянкур на 82-м году жизни. Похоронен в церкви Сен-Никола-дю-Шардонне, которая считается оплотом объединения католиков-традиционалистов Братство святого Пия X.